# 铜河
铜河（英語：Copper River；，/ɑːtˈnə/；阿特纳语：‘Atna’tuu，即“阿特纳之河”；特林吉特语：Eeḵhéeniʔìːq.híː.nì，“铜之河”；）是条290英里（470）长的河流，位于美国阿拉斯加州中南部。它的流域占了蘭格爾山脈和楚加奇山的很大一部分，随后注入阿拉斯加湾。它最著名的是其三角洲地带的大型生态系统，以及其大量的野生鮭魚，是世界最大的鮭魚产地之一。依照河口的水量来看，铜河是全美第十大河流。

## 拓展阅读

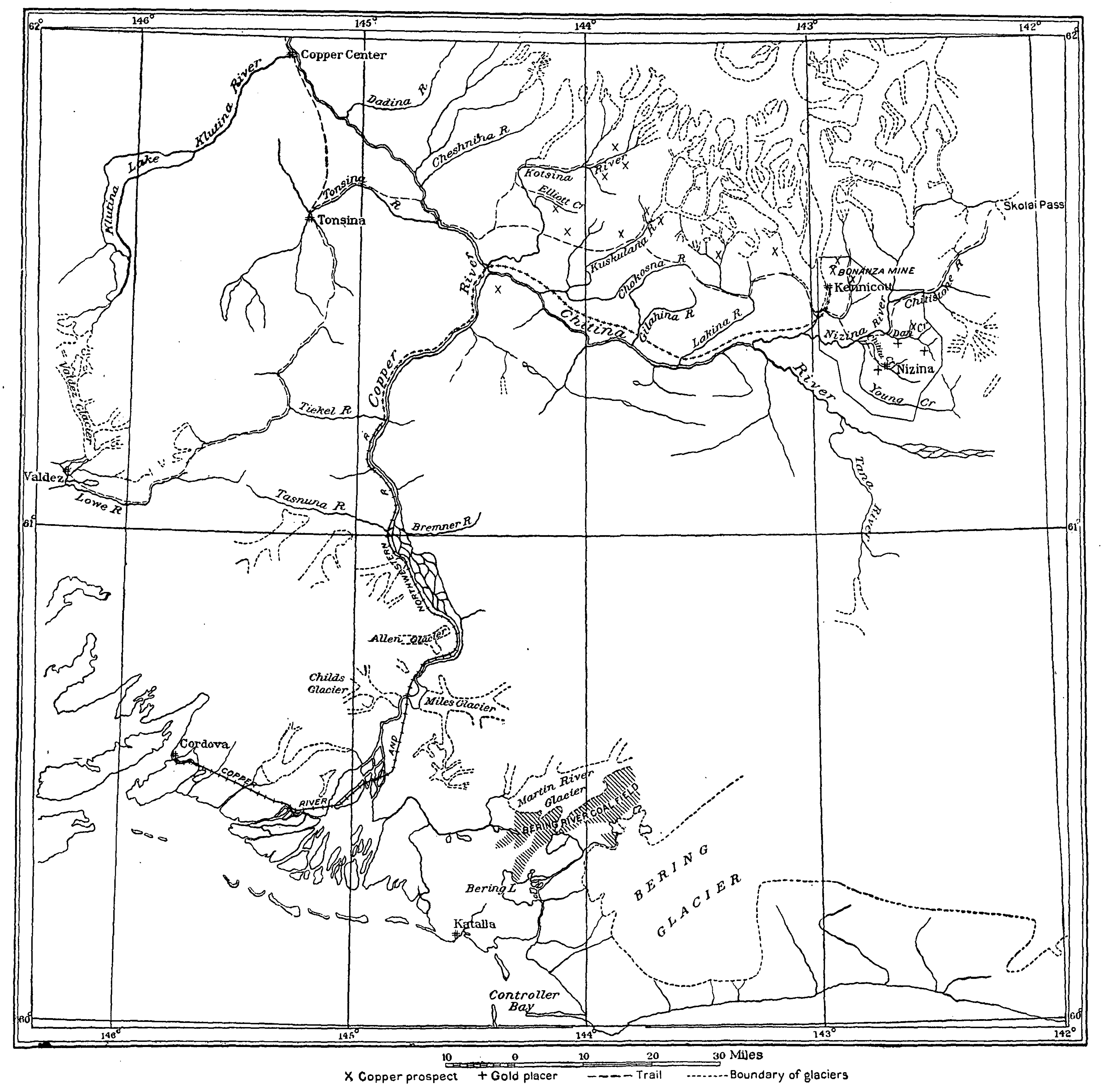
铜河南端

- Brabets, Timothy P. (1997). Geomorphology of the Lower Copper River, Alaska [U.S. Geological Survey Professional Paper 1581]. Washington, D.C.: U.S. Department of the Interior, U.S. Geological Survey.